# Megalithanlage von Drummany
Die Nordost-Südwest-orientierte, als nicht klassifiziert geführte Megalithanlage von Drummany (auch Drummany Upper) liegt auf einem kleinen Hügel, auf einer zum River Annalee abfallenden Wiese, im Townland Drummany (irisch Druim Manaigh) im Dorf Butlersbridge, im County Cavan in Irland, nahe der Einmündung der Nationalstraße N3 in die N54.
Die Megalithanlage hat Merkmale eines Wedge Tombs und besteht aus einer etwa 4,0 m langen und 1,5 m breiten Kammer. Die Südostwand der Kammer besteht aus sechs aufrechten, zwischen 1,3 und 1,1 m hohen Steinen, die der Höhe nach nach Südwesten absteigen. Die Nordwestwand hat nur drei erhaltene Tragsteine, wiederum in der Höhe nach Südwesten absteigend.